# Churruca (CH)
El destructor Churruca (CH) fue un buque de la Armada Española perteneciente a la 1ª serie de la Clase Churruca que participó en la guerra civil en el bando republicano.
Recibía su nombre en honor a Cosme Damián Churruca y Elorza científico, marino y militar español, brigadier de la Real Armada y alcalde de Motrico (Guipúzcoa).

## Guerra Civil
El 17-18 de julio sus mandos lo pusieron del lado de los sublevados y escoltó desde África hasta Cádiz a un mercante requisado con unos 500 hombres del bando sublevado, pero la marinería, que no había sospechado nada durante la travesía, de regreso a África, ya conocedores de lo sucedido, el día 19, se hizo con el mando del destructor arrestando a sus mandos, reincorporando el destructor a la causa republicana.
El 12 de julio de 1937, junto a los destructores Lepanto, Almirante Miranda, Almirante Valdés, Gravina y Sánchez Baircáztegui, mantuvieron un duelo artillero con el crucero Baleares, mientras los destructores, escoltaban al petrolero Campillo, en el que ambos bandos, se retiraron tras una hora de cañoneo, el Baleares, al descubrir que sus cañones, se sobrecalentaban tras 50 disparos
Se le asignó al bloqueo del estrecho. El 12 de agosto de 1937 el Churruca y el Alcalá Galiano fueron atacados por el submarino "legionario" italiano Jalea. El Churruca recibió un torpedo pero pudo regresar a Cartagena.
El 7 de diciembre de 1957, durante la Guerra de Ifni , se realizó lo que los mandos navales denominaron "demostración naval", por una flotilla compuesta por el crucero Canarias, el crucero Méndez Núñez, y cinco destructores clase Churruca (Almirante Miranda, Escaño, Gravina y José Luis Díez) se apostaron en zafarrancho de combate frente al puerto de Agadir y apuntaron con sus piezas diversos objetivos de dicho puerto.

### Buques de la clase
- ARA Cervantes
- ARA Juan de Garay
- Sánchez Barcáiztegui
- José Luis Díez
- Almirante Ferrándiz
- Lepanto
- Alcalá Galiano
- Almirante Valdés
- Almirante Antequera
- Almirante Miranda
- Císcar
- Escaño
- Gravina
- Jorge Juan
- Ulloa

### Buques similares
- Clase Scott

### Listas relacionadas
- Anexo:Destructores de España